# Sisyrinchium pallidum
Sisyrinchium pallidum är en irisväxtart som beskrevs av Cholewa och Douglass M.Hend. Sisyrinchium pallidum ingår i släktet gräsliljor, och familjen irisväxter. Inga underarter finns listade i Catalogue of Life.